# Elizabeth Dole
Pour les articles homonymes, voir Dole.
Elizabeth Hanford « Liddy » Dole, née le 29 juillet 1936 à Salisbury (Caroline du Nord), est une femme politique américaine. Membre du Parti républicain, elle est secrétaire aux Transports entre 1983 à 1987 dans l'administration du président Ronald Reagan, secrétaire au Travail entre 1989 et 1990 sous celle de son successeur, George H. W. Bush puis sénatrice de Caroline du Nord au Congrès des États-Unis de 2003 à 2009. Elle est l'épouse en secondes noces de Bob Dole, ancien candidat républicain à la présidence des États-Unis.

## Biographie

### Enfance et études

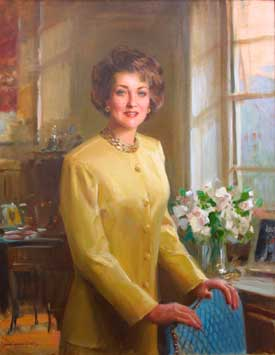
Portrait officiel d'Elizabeth Dole, accroché au département du Travail des États-Unis.

Elizabeth Hanford naît le 29 juillet 1936 à Salisbury, dans l'État américain de la Caroline du Nord.
Diplômée en droit de l'université Duke et de l'université Harvard en 1965, elle est encore démocrate quand elle s'installe à Washington (district de Columbia), en 1966.

### Carrière politique
En 1968, elle devient indépendante et rejoint la nouvelle administration mise en place par Richard Nixon, mais ce n'est qu'en 1975 qu'elle adhère au Parti républicain.
Elle est secrétaire aux Transports de 1983 à 1987 dans l'administration Reagan (première femme à occuper cette fonction) puis secrétaire au Travail de 1989 à 1990 dans l'administration G.H.W. Bush.
De 1991 à 2000, elle est présidente de la Croix-Rouge. En 1999, Elizabeth Dole tente de se présenter aux primaires républicaines en vue d'être la candidate du parti à l’élection présidentielle de 2000, comme son mari le fut à celles de 1996, mais elle est rejetée dès octobre pour insuffisance de financement.
En 2002, Elizabeth Dole est élue sénatrice de Caroline du Nord, et reprend le siège laissé vacant par le républicain Jesse Helms. Elle l'emporte sur le démocrate Erskine Bowles, ancien chef de bureau de Bill Clinton. En novembre 2004, elle prend la direction du comité national républicain du Sénat. Elizabeth Dole est l'une des possibles candidates pour la vice-présidence en 2008. Le 4 novembre 2008, candidate à sa réélection au poste de sénatrice, elle est battue par la candidate démocrate Kay Hagan.

### Vie privée
- Elle épouse le sénateur Robert J. Dole le 6 décembre 1975.
- Elle est membre honoraire de Wings of hope.
- Son neveu est John Hanford, deuxième ambassadeur itinérant des États-Unis pour la liberté religieuse internationale.

## Prix et distinctions
- 1995 : cérémonie d'admission au National Women's Hall of Fame[4].

## Annexe